# Стайни растения
Стайното растение, още саксийно растение, е растение, което се отглежда на закрито на места като жилища и офиси, а именно с декоративна цел, но проучванията също така показват, че имат положителни психологически ефекти. Те също така помагат за пречистването на въздуха в помещенията, тъй като някои видове и свързаните с тях микроби, които обитават почвата, намаляват замърсяването на въздуха в помещенията чрез абсорбиране на летливи органични съединения, включително бензен, формалдехид и трихлоретилен. Въпреки че обикновено са токсични за хората, такива замърсители се абсорбират от растението и от обитаващите го в почвата микроби без вреда.
Обичайните стайни растения обикновено са тропически или полутропични епифити, сукуленти или кактуси. Стайните растения се нуждаят от правилната влага, нива на светлина, почвена смес, температура и влажност, като без тези условия повечето домашни растения могат лесно да умрат. Освен това стайните растения се нуждаят от подходящ тор и саксии с правилни размери.

## Списък на често срещаните стайни растения

### Тропически и субтропически
- Aglaonema
- Alocasia
- Anthurium
- Aphelandra squarrosa
- Araucaria heterophylla
- Asparagus aethiopicus
- Aspidistra elatior
- Begonia видове
- Bromeliaceae
- Calathea
- Chamaedorea elegans
- Dypsis lutescens
- Chlorophytum comosum
- Citrus
- Cyclamen
- Dracaena
- Dieffenbachia
- Epipremnum aureum
- Ficus benjamina – Фикус бенджамин
- Ficus elastica
- Ficus lyrata
- Hippeastrum
- Hoya видове
- Mimosa pudica
- Nephrolepis exaltata cv. Bostoniensis
- Orchidaceae (орхидеи)
  - Cattleya
  - Cymbidium
  - Dendrobium
  - Miltoniopsis
  - Oncidium
  - Paphiopedilum
  - Phalaenopsis
- Peperomia видове
- Philodendron видове
- Maranta
- Monstera
- Sansevieria trifasciata
- Schefflera arboricola
- Sinningia speciosa
- Spathiphyllum
- Stephanotis floribunda
- Streptocarpus
- Tradescantia zebrina
- Pilea peperomioides
- Scindapsus pictus
- Yucca species

### Сукуленти
Бележка: Много от тези видове са тропически и субтропически.
- Aloe vera
- Cactaceae
  - Epiphyllum
  - Mammillaria
  - Opuntia
  - Zygocactus
  - Gymnocalycium mihanovichii
- Crassula ovata
- Echeveria
- Haworthia
- Senecio angulatus
- Senecio rowleyanus

### Въздушни растения (Тиландсия)[3]
„Въздушните растения“ не се нуждаят от почвена среда, за да растат, което ги прави подходящ жив декор в много стилове.
- Tillandsia xerographica
- Tillandsia ionantha
- Tillandsia bulbosa
- Tillandsia caput medusae

### Грудки във ваза
Бележка: Много от тези видове са присъщи за умерен климат.
- Crocus
- Hyacinthus (hyacinth)
- Narcissus (genus) (narcissus or daffodil)

### Умерено климатични
- Hedera helix (English ivy)
- Saxifraga stolonifera (strawberry begonia)